# ألان جورج بارنارد فيشر
ألان جورج بارنارد فيشر (بالإنجليزية: Allan George Barnard Fisher)‏ هو اقتصادي نيوزيلندي، ولد في 1895، وتوفي في 1976.